# Teoponte
Teoponte è un comune (municipio in spagnolo) della Bolivia nella provincia di Larecaja (dipartimento di La Paz) con 7.051 abitanti (dato 2010).

## Cantoni
Il comune è suddiviso in 2 cantoni (popolazione 2001):
- Litoral Tajlihui - 2.914 abitanti
- Teoponte - 4.195 abitanti